# Villa des Arts
Villa des Arts je soukromá ulice nacházející se v 18. obvodu v Paříži.

## Poloha
Začíná u Rue Hégésippe-Moreau a končí jako slepá ulice. Průčelí vede na Rue Ganneron u hřbitova Montmartre.

## Původ jména
Její jméno je odvozené od faktu, že ve vile sídlí mnoho uměleckých ateliérů.

## Historie
Celá vila, její dvory, zahrady a ateliéry z konce 19. století je od 2. května 1994 chráněna jako historická památka.
Vila je souborem padesáti uměleckých ateliérů z 19. století postavený na pozemku odděleném od hřbitova Montmartre a přidělený umělcům.
Budovy postavil v roce 1888 architekt Henri Cambon.
Hlavní schodiště a řada stavebních prvků pochází z bývalých výstavních pavilonů ze světové výstavy 1900.
Působili zde umělci Eugène Carrière, Paul Cézanne, Paul Signac, Raoul Dufy, Louis Marcoussis, Henri Rousseau, Francis Picabia, Georg Csato, Lucien Mathelin, Francis Harburger, Nicolas Schöffer nebo Marcel Jean.
Vila sloužila jako kulisa pro filmy Federica Felliniho I clowns a Jean-Charlese Tacchella Escalier C.
Objekt je majetkem města Paříže.